# Przewód ochronny
Przewód ochronny, przewód ochronny PE (ang. protective conductor lub protective earth, PE) – uziemiony przewód niepodlegający obciążeniu prądami roboczymi, z którym łączy się części przewodzące dostępne i który stanowi element ochrony przez samoczynne wyłączanie zasilania. Przewód ochronny łączący zacisk ochronny PE z uziomem, niebędący przewodem linii nazywany jest przewodem uziemiającym.
Jako przewody ochronne PE w elektroenergetycznych liniach kablowych mogą być stosowane:
- izolowane żyły kabla,
- metalowe powłoki, ekrany lub pancerze kabli pod warunkiem, że ich przekrój nie jest mniejszy od wymaganego dla przewodu PE oraz w miejscach ich nieciągłości zostaną wykonane mostki spełniające wymagania stawiane przewodom uziemiającym.

## Oznaczenia przewodu ochronnego PE

Kolor izolacji przewodu ochronnego PE

Izolacja przewodu ochronnego PE powinna być w kolorze zielono-żółtym.

## Dopuszczalne przekroje
Przewody PE linii powinny mieć przekrój tak dobrany, aby spełniał wymagania norm dotyczących projektowania i budowy linii kablowych lub napowietrznych w zakresie wytrzymałości mechanicznej oraz w zakresie obciążalności prądowej.
| Przekrój przewodu fazowego {\displaystyle s_{L}} [mm²] | Najmniejszy dopuszczalny przekrój przewodu ochronnego {\displaystyle s_{PE}} [mm²] |
| ------------------------------------------------------ | ---------------------------------------------------------------------------------- |
| {\displaystyle s_{L}\leqslant 16}                      | {\displaystyle s_{L}}                                                              |
| {\displaystyle 16<s_{L}\leqslant 35}                   | {\displaystyle 16}                                                                 |
| {\displaystyle s_{L}>35}                               | {\displaystyle s_{L}/2}                                                            |